# Rozhovice

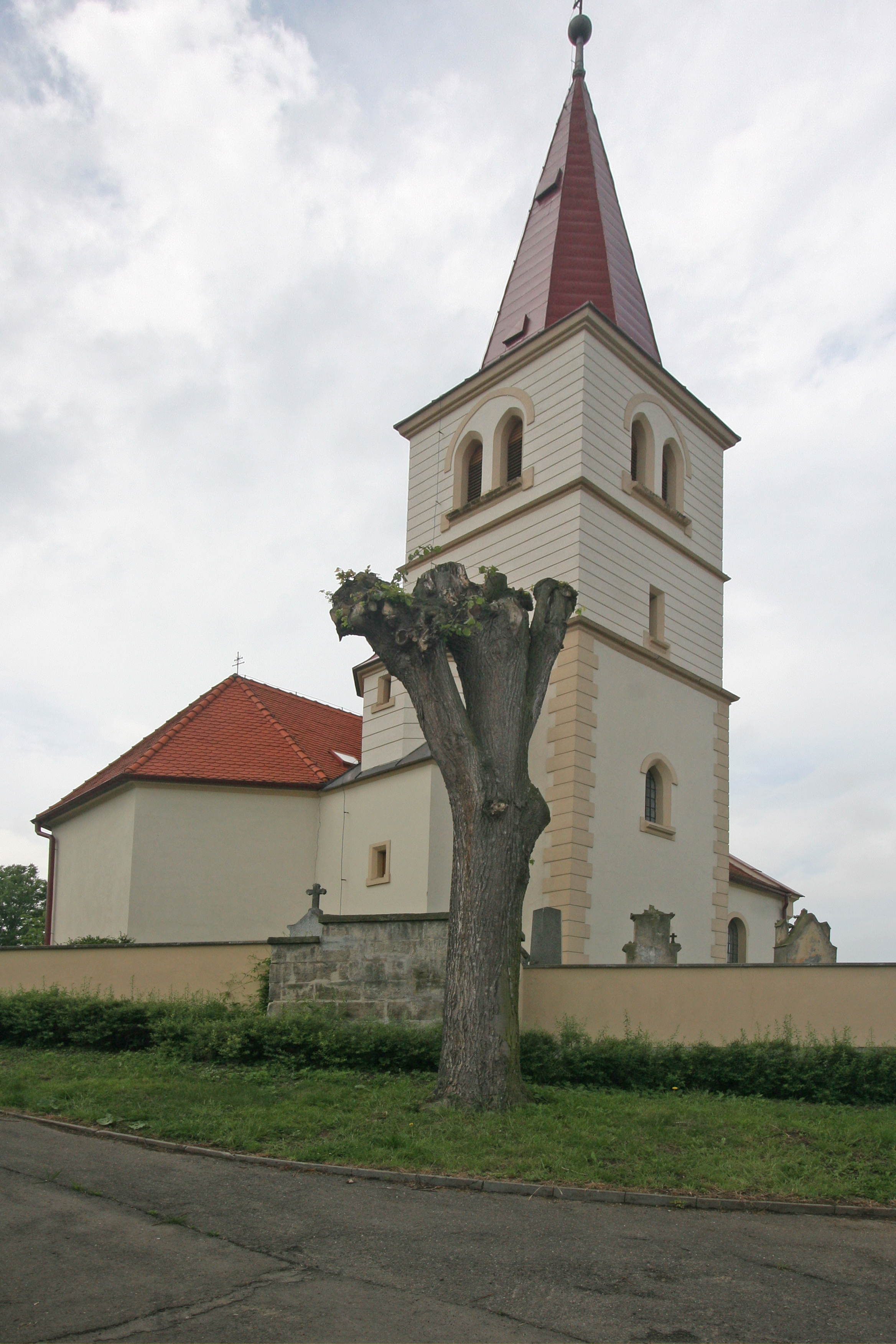
Kirche St. Peter und Paul

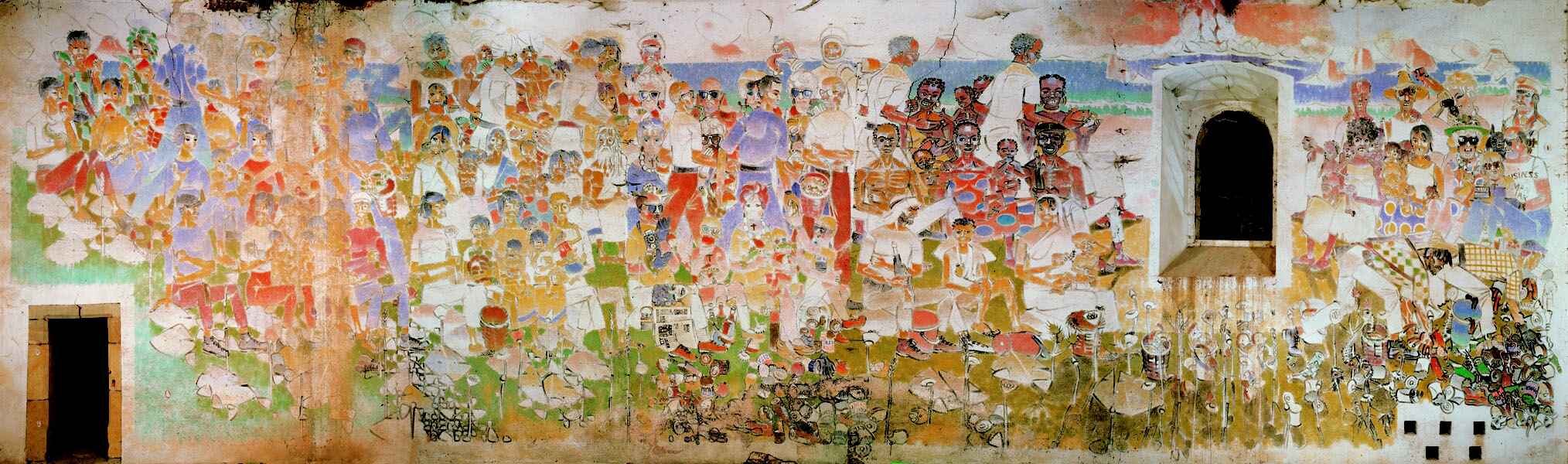
Fresko Hunger von Vojmír Vokolek

Rozhovice (deutsch Roshowitz, auch Rozhowitz) ist eine Gemeinde in Tschechien. Sie liegt vier Kilometer nordöstlich von Heřmanův Městec und gehört zum Okres Chrudim.

## Geographie
Rozhovice befindet sich am Bach Dubanka auf der Heřmanoměstecká tabule (Hermannstädtler Tafel). Am nördlichen Ortsrand verläuft die Bahnstrecke Heřmanův Městec–Borohrádek, zwei Kilometer südlich die Staatsstraße I/17 zwischen Chrudim und Heřmanův Městec.
Nachbarorte sind Čepí im Norden, Dřenice im Nordosten, Třibřichy im Osten, Markovice und Bylany im Südosten, Lány, Mlýn Prachovna, Morašice, Březina und Chotěnice im Süden, Chotěnická Dubina, Nový Dvůr, Nová Doubrava und Doubrava im Südwesten, Klešice und Svinčany im Westen sowie Jeníkovice und Jezbořice im Nordwesten.

## Geschichte
Die erste urkundliche Erwähnung des Pfarrdorfes Rozhovice erfolgte im Jahre 1131. Rozhovice bildete früher ein eigenes landtäfliges Gut, das später mit der Herrschaft Heřmanův Městec vereinigt wurde. Zwischen 1597 und 1645 wurde die Siedlung Doubrava angelegt. Johann von Sporck ließ die Kirche neu erbauen. Weitere Grundherren nach den  Grafen von Sporck waren ab 1798 die Freiherren von Greiffenclau und ab 1828 die Fürsten Kinsky.
Im Jahre 1835 bestand das im Chrudimer Kreis gelegene Dorf Rozhowitz aus 14 Häusern, in denen 183 Personen lebten. Im Ort gab es die Filialkirche zu den Aposteln St. Peter und Paul sowie einen Meierhof. Zu Rozhowitz konskribiert war die aus vier Häusern und einer Windmühle bestehende Einschicht Alt-Daubrawa (Doubrava). Pfarrort war Heřmanmiestetz. Bis zur Mitte des 19. Jahrhunderts blieb Rozhowitz der Allodialherrschaft Heřmanmiestetz untertänig.
Nach der Aufhebung der Patrimonialherrschaften bildete Rozhovice ab 1849 mit dem Ortsteil Doubrava eine Gemeinde im Gerichtsbezirk Chrudim. Ab 1868 gehörte die Gemeinde zum politischen Bezirk Chrudim. Zwischen 1897 und 1899 wurde die Bahnstrecke Heřmanův Městec–Borohrádek angelegt.
Mit Beginn des Jahres 1976 wurde Rozhovice nach Heřmanův Městec eingemeindet. Seit dem 31. August 1990 besteht die Gemeinde Rozhovice wieder.

## Gemeindegliederung
Für die Gemeinde Rozhovice sind keine Ortsteile ausgewiesen. Zu Rozhovice gehört der Wohnplatz Doubrava (Alt Daubrawa).

## Sehenswürdigkeiten
- Kirche St. Peter und Paul, die in der ersten Hälfte des 12. Jahrhunderts angelegte Kirche wurde in der zweiten Hälfte des 17. Jahrhunderts grundlegend umgestaltet und erweitert. Das barocke Zwiebeldach des Kirchturms wurde später wieder entfernt. Zwischen 2002 und 2005 erfolgte eine Generalsanierung. In den Jahren 1969–1979 schuf der Maler Vojmír Vokolek an einer Innenwand ein großes modernes Fresko, das die physische und geistliche Hungersnot der Menschheit darstellen soll.
- Gedenkstein für die Gefallenen des Ersten Weltkrieges